# Berezovo, Hust
Berezovo (în ucraineană Березово) este localitatea de reședință a comunei Berezovo din raionul Hust, regiunea Transcarpatia, Ucraina.

## Demografie
Componența lingvistică a localității Berezovo
     Ucraineană (99,23%)
     Alte limbi (0,76%)
Conform recensământului din 2001, majoritatea populației localității Berezovo era vorbitoare de ucraineană (99,23%), existând în minoritate și vorbitori de alte limbi.